# E-sports SQUARE
e-sports SQUARE（いーすぽーつすくえあ）は、東京都千代田区にある、eスポーツ(エレクトロニック・スポーツ)特化型施設。
GLOE株式会社が運営をしており、施設内には競技用ステージ、観戦スペースが設置されている。 大会や観戦会などeスポーツイベントの他、番組収録や配信、懇親会などさまざまな用途に対応している。略称は「eスク」。

## 概要
2011年11月、「eスポーツで世界を目指そう！」を合言葉に株式会社SANKOが千葉県市川市にe-sports SQUARE 市川店をオープン。当時は国内初のeスポーツ施設として、ゲーミングPCやデバイスを設置。利用時間ごとに料金を支払うネットカフェ形態の運営が行われた。
2014年1月、秋葉原に移転しe-sports SQUARE AKIHABARAをリニューアルオープンした。 オープンスペースのゲーミングエリアに加え、キッチンとカフェエリアを新たに設置。飲食をしながらeスポーツイベントへの参加ができるようになった。
2016年2月、ネットカフェ形態の営業から施設貸し出し型営業へ業務転換。主に法人に向けた施設運用となる。
2017年1月、イベントオーガナイザーやコミュニティリーダーを育成することを目的とした、制作支援プログラムを導入。目的、目標の設定からイベントの進行まで、一気通貫でサポートを行う。
2021年2月、RIZeST株式会社がウェルプレイド株式会社と合併し、ウェルプレド・ライゼストに商号変更したことを機に、運営会社がウェルプレイド・ライゼスト株式会社へ変更する。これに伴い制作支援プログラムを終了。ゲーム・eスポーツイベントを中心に様々なコンテンツの開催地となっている。
2024年2月、運営会社名がウェルプレイド・ライゼスト株式会社からGLOE株式会社へ商号変更する。

## 主なイベント実績
- Logicool G with e-sports SQUARE League of Legends ファンミーティング[5]
- LJL 2015[6]
- ドン勝ハロウィンナイト[7]
- e-sports TEKKEN BAR[8]
- ロジクールG新製品発表会[9]
- 最強豪鬼決定戦[10]
- esportsオーナー会[11]
- NVIDIA 「GeForce Day」[12]
- ゆるふわ企業交流会[13]